# Кутергіни
Куте́ргіни (рос. Кутергины) — присілок у складі Орічівського району Кіровської області, Росія. Входить до складу Істобенського сільського поселення.
Населення становить 8 осіб (2010, 12 у 2002).
Національний склад станом на 2002 рік — росіяни 100 %.